# Коронационная медаль Эдуарда VII
Коронационная медаль Эдуарда VII — памятная медаль Великобритании, выпущенная в ознаменование коронации короля Великобритании Эдуарда VII и его супруги, королевы Александры.

## История
Коронация нового монарха была назначена на 26 июня 1902 года, однако за несколько дней до этой даты у короля случился аппендицит, потребовавший немедленной операции, поэтому единственный раз за всю историю Великобритании коронацию перенесли, и она состоялась 9 августа того же года в Вестминстерском аббатстве Лондона. В честь данного события была учреждена специальная памятная медаль в серебре и бронзе, с указанием на реверсе даты планируемого на 26 июня мероприятия. Серебряная медаль вручалась членам королевской семьи, сановниками, старшим правительственным чиновникам и военным офицерам, присутствовавшим на церемонии коронации, а также тем, кто выполнял дополнительную работу по подготовке или принимал участие в коронационном параде. Избранные сержанты и рядовые военнослужащие-участники коронационного парада получили бронзовую медаль.
Точное количество выданных медалей неизвестно, но австралийцам было присуждено 138 бронзовых и 8 серебряных медалей. 
Также были учреждены особая коронационная медаль для полиции, отличающаяся дизайном и лентой, вручаемая служащим полиции, дежурившим во время официальных коронационных мероприятий, и коронационная медаль для мэров и прево.

## Описание

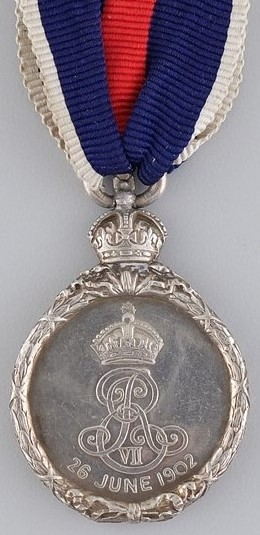
Аверс медали

Медаль овальной формы 30 на 38 мм (1,2" на 1,5") из серебра или бронзы, увенчанная королевской короной.
Аверс медали с бортиком в виде лаврового венка, перевитого лентами, несёт на себе изображение профильных погрудных портретов короля Эдуарда VII и королевы Александры, в королевских одеяниях и коронах на головах.
Реверс медали с аналогичным аверсу бортиком. По центру под короной королевская монограмма. Ниже дата – «26 June 1902».
На гурте медали надпись: «EDWARD • VII R • I • ALEXANDRA • R •».
 Медаль при помощи кольца крепится к шёлковой муаровой ленте тёмно-синего цвета с широкой красной полоской по центру и тонкими белыми полосками по краям.